# Osilniška dolina
Za istoimensko društvo glej Društvo Osilniška dolina.
Osilniška dolina je dobila ime po najstarejšem in največjem kraju ob sotočju Kolpe in Čabranke ter se razprostira na obeh bregovih rek. O prvih prebivalcih doline lahko sklepamo le po najdbah v Polični jami pri Žurgah. Na rimsko prisotnost nas opozarja most pri Črnem potoku in ostanki limesa pri Prezidu. Predniki so prišli v dolino iz več smeri: iz Loške doline, navzgor po dolini Kolpe, pa tudi preko grebenov Borovške gore. Poselili so rodoviten svet ob reki in na terasah.
V času Karla Velikega je prišlo ozemlje od Barja do Kolpe pod cerkveno oblast oglejskih patriarhov (811), ki so postali kasneje tudi posvetni gospodarji.
Patriarhi so dali ribniško in čušpersko gospostvo v fevd najprej Auerspergom (Turjačanom), ki so jih 1247 nasledili Ortenburžani. V delilni pogodbi med bratoma Henrikom III. in Friderikom I. leta 1263 zasledimo Grad Čušperk in Ribnica z ljudmi in posesti in vsemi pritiklinami od reke, ki se imenuje Sora, tja do vode, ki se vulgarno naziva Kulpa. Takrat  se po  mnenju nekaterih že omenja prvo naselje v dolini - Osilnica. Ime Osilnica se v srednjeveških listinah uporablja za ime naselja in pokrajine - doline. Nekaj časa so tudi Čabranko imenovali Ossionica.
Redko poseljeno posest na Kočevskem so začeli Ortenburžani okoli 1330 naseljevati s kolonisti iz nemških dežel, s Koroške in tudi okoliških slovenskih krajev. Levi in desni breg doline ob Čabranki in Kolpi ter svet do Risnjaka in Snežnika je bil poseljen s slovenskimi kmeti. Ves ta prostor je znan tudi kot dežela Petra Klepca.